# Rabka-Zdrój

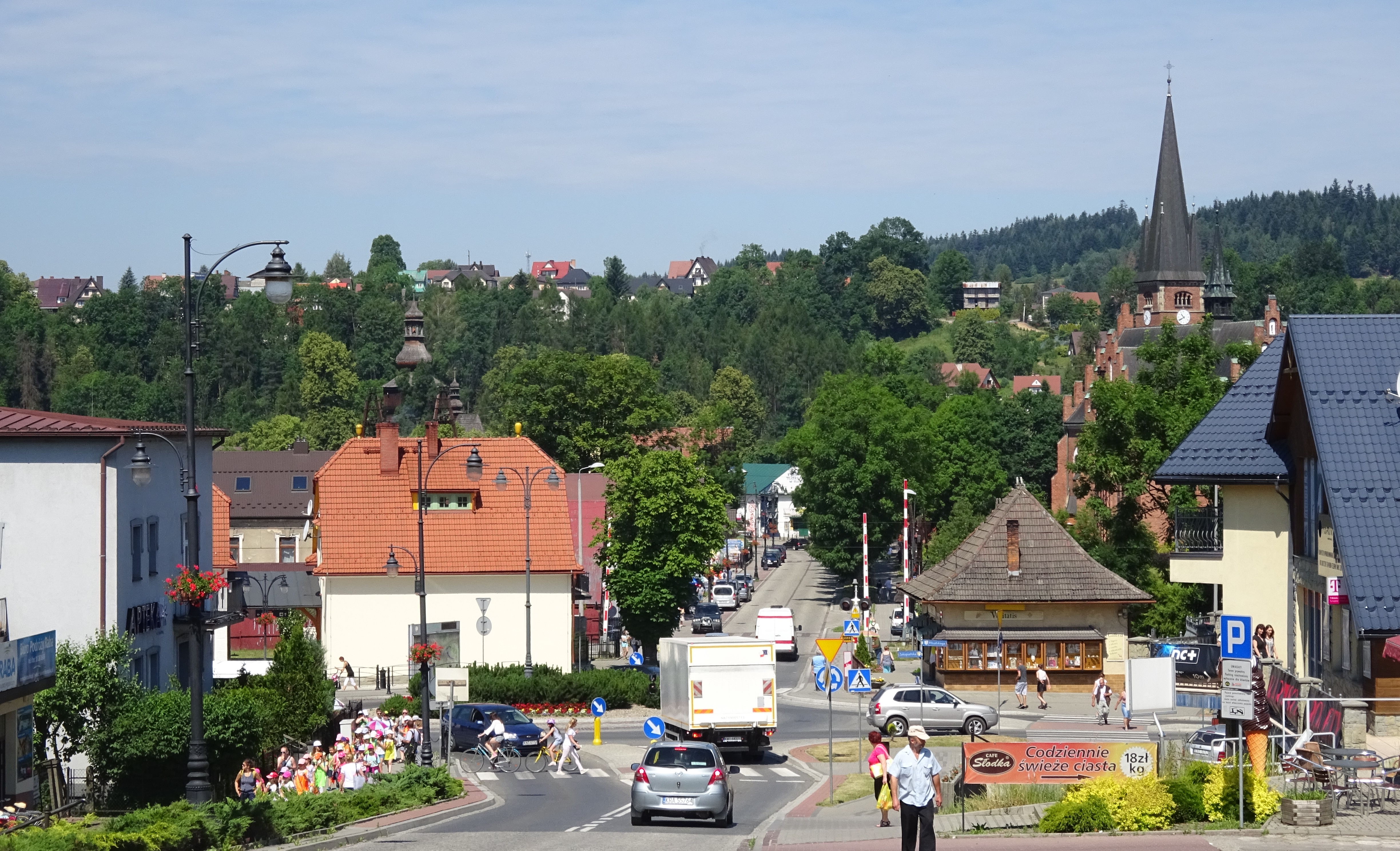
Ortskern

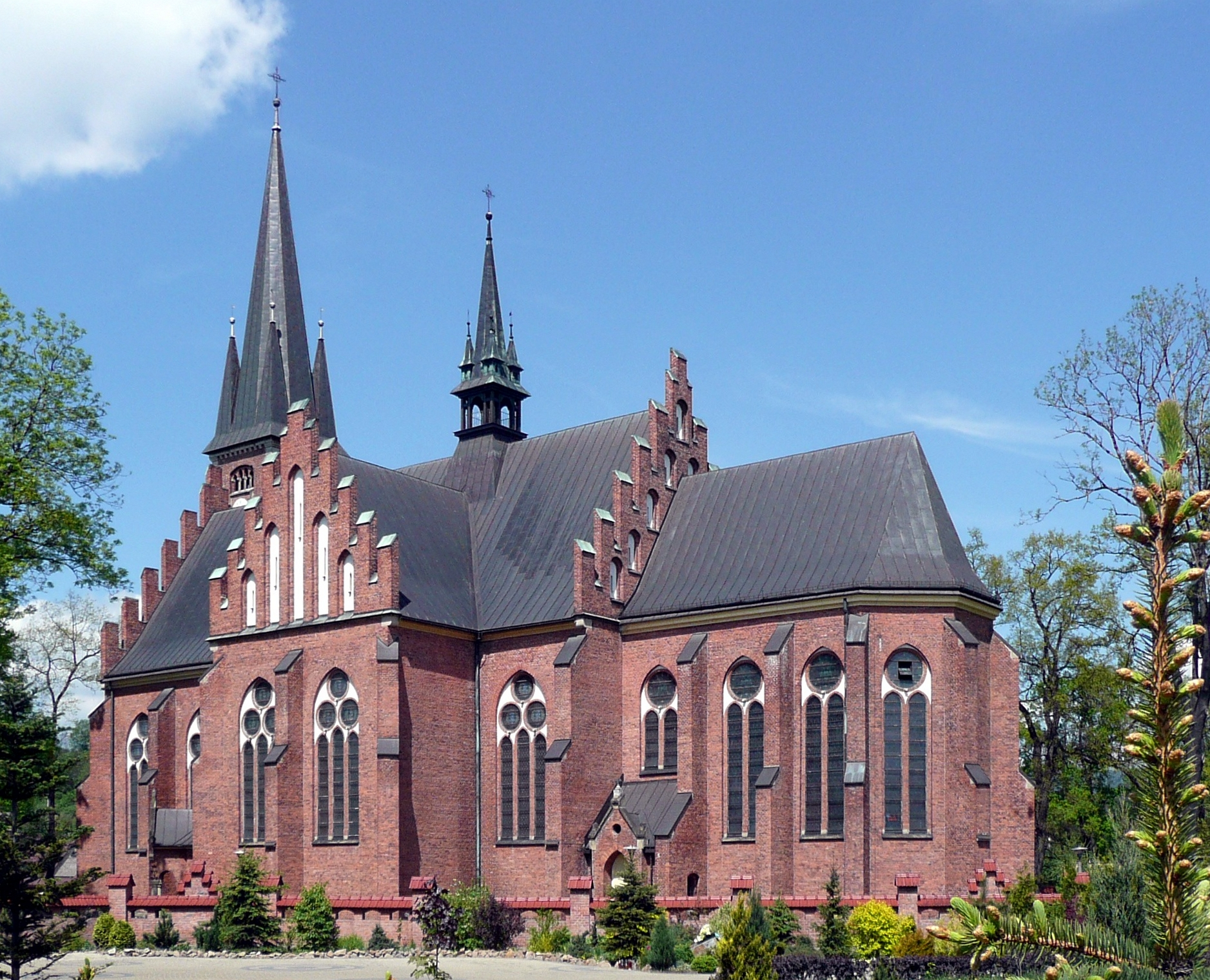
Maria-Magdalena-Kirche

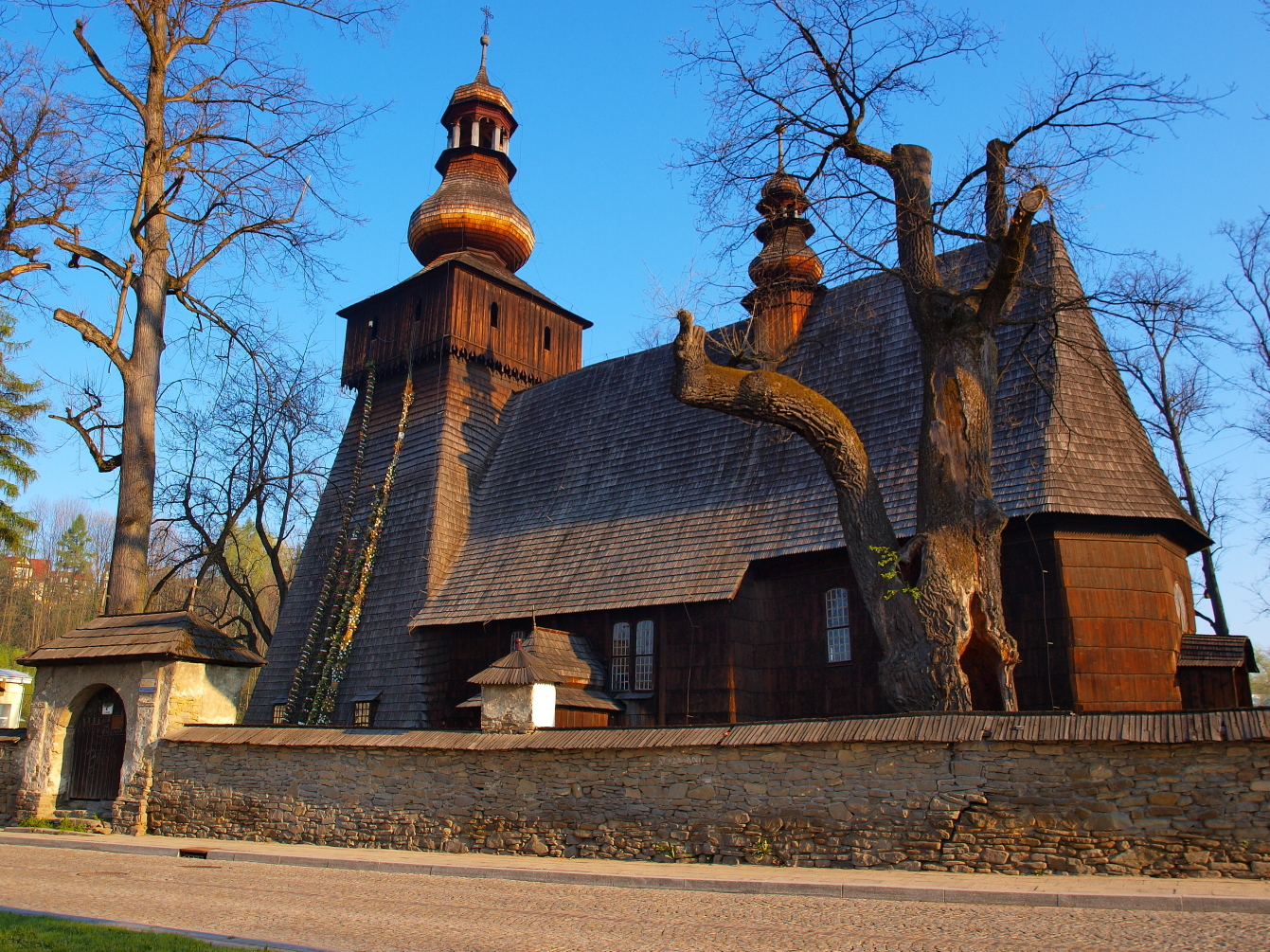
Holzkirche mit Volkskundemuseum

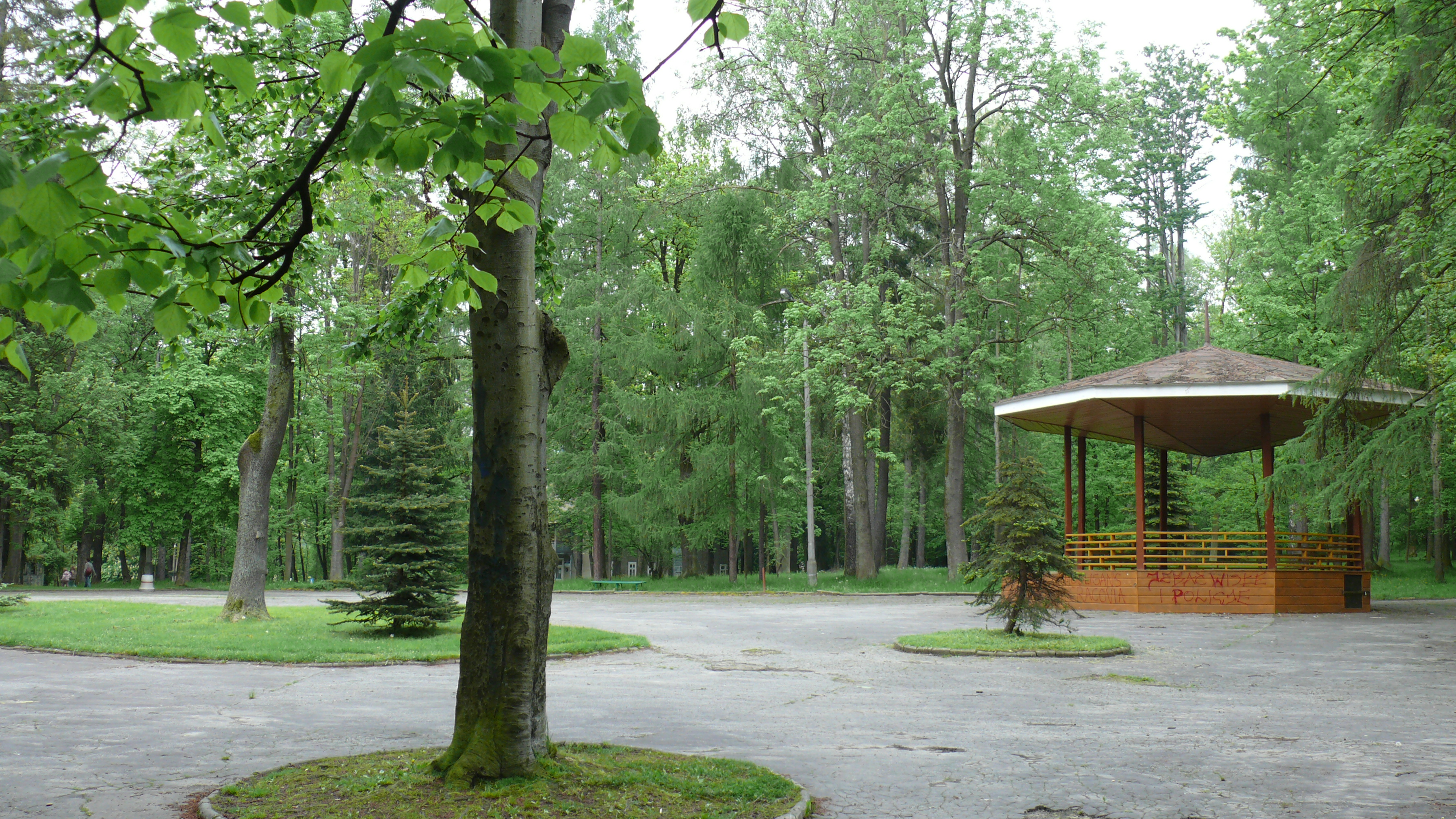
Kurpark

Rabka-Zdrój  (deutsch Bad Rabka) ist ein Kurort in der Wojewodschaft Kleinpolen in Polen. Er liegt ungefähr 50 km südlich von Krakau und zählt rund 13.000 Einwohner.
Rabka-Zdrój ist vor allem als größter Kinder-Kurort Polens bekannt, denn es verfügt über ein sehr gesundes Mikroklima (die Hälfte der Fläche von Rabka ist bewaldet) und viel Sonne (rund 2100 Stunden pro Jahr).

## Geografie
Rabka liegt am Nordhang der Gorce im Rabka-Becken, an der Mündung der Flüsse Poniczanka, Słonka und Skomielnianka in den Fluss Raba.

## Geschichte
In diesem Ort im Tal der Raba wird schon seit dem 13. Jahrhundert aus den Quellen der Rabka Salz gewonnen. Die Heilwirkung des stark jod- und bromhaltigen Wassers war aber anfangs nur der lokalen Bevölkerung bekannt, eine Wasseranalyse wurde erst im Jahr 1858 durchgeführt, womit auch eine Entwicklung zum Kurort einsetzte. Das früher durch die Salzsiederei berühmte Rabka war bereits im Jahr 1864 als Kurort bekannt. Die erste Kinderheilanstalt entstand einige Jahre später. In den Heilanstalten und Kurkliniken wird die hiesige Sole genutzt. Rabka hat aufgrund seines spezifischen Klimas und der heilkräftigen Mineralwässer im 19. Jahrhundert internationale Anerkennung errungen. Die Kuranstalt ist auf die Behandlung von Kreislauf-, Atemwegs- und Stoffwechselerkrankungen sowie Allergien spezialisiert.
Im Zweiten Weltkrieg befand sich in Rabka das Institut für Fleckfieber- und Virusforschung des Oberkommandos des Heeres und die Schule der Sicherheitspolizei des Befehlshabers der Sicherheitspolizei und des SD für das Generalgouvernement.
Im August 1945 überfielen Gymnasiasten, die vom römisch-katholischen Priester Józef Hojoł (1910–1996) angestiftet worden waren, 96 jüdische Kinder, die die nationalsozialistische Herrschaft überlebt hatten. Die Jugendlichen setzten dabei u. a. Handgranaten ein. In der Region rund um Rabka-Zdrój fielen 1945/46 mehr als 30 Holocaust-Überlebende verschiedenen Attentaten zum Opfer. Die Täter gehörten dem antikommunistischen Widerstand an, arbeiteten dabei aber mit Vertretern des kommunistischen Sicherheitsdienstes zusammen.
1952 erhielt Rabka-Zdrój das Stadtrecht, seit 1962 befindet sich hier auch ein Zentrum für Kinderheilkunde. Bekannt ist auch das staatliche Puppentheater Rabka, das nicht nur in Polen, sondern auch im deutschen Sprachraum hohes Ansehen genießt.

## Gemeinde
Zur Stadt-und-Land-Gemeinde (gmina miejsko-wiejska) gehören neben der Stadt Rabka-Zdrój die Ortsteile Chabówka, Ponice und Rdzawka mit je einem Schulzenamt.

## Kultur und Sehenswürdigkeiten
Zu den Sehenswürdigkeiten gehört neben mehreren Villen aus dem 19. Jahrhundert (Villa Kazimierz, Villa Engel) die Holzkirche St. Maria Magdalena. Der 1608 im Goralen-Stil errichtete Bau mit einem Turm von 1744 wurde im Innern in der zweiten Hälfte des 18. Jahrhunderts im Barock-Stil ausgestaltet. Wände und Gewölbe sind seit 1802 mit spätbarocken Malereien bedeckt. 1974/75 wurde das seit 1908 nicht mehr als Gotteshaus genutzte Gebäude renoviert. Es beherbergt seit 1936 das Władysław-Orkan-Museum für Volkskunst, die ältesten Exponate stammen aus dem 16. Jahrhundert.
Sehenswert sind ferner das Puppentheater Rabcio, das Kino Sniezka, das Eisenbahn-Freilichtmuseum in Chabowka bei Rabka, der Winter-Karneval, das Karpaten-Festival der regionalen Kinderensembles und das Internationale Festival der Gebirgskinder. Im Sommer werden außerdem viele Unterhaltungs- und Folkloreveranstaltungen organisiert.
Es gibt ein modernes Sportstadion, zahlreiche Skilifte (Polczakowka, Maciejowa-ski), viele Tennisanlagen, ein Lunapark, ein Straßenverkehrsstädtchen für Kinder mit Fahrradverleih, eine Eisbahn, eine Schlittenbahn.
Rabka-Zdrój ist ein guter Ausgangspunkt für sportliche Aktivitäten im Gebirge (Wanderungen, Skilanglauf) und Ausflüge in den nahen Nationalpark Górczański Park Narodowy. Vom Kurpark zieht sich spannt sich ein umfangreiches Netz von Wanderwegen: auf den  Luboń Wielki (1022 m n.p.m.) sowie auf die Berge Turbacz (1310 m), Stare Wierchy, Krzywon und Bania.
Die finale Etappe der Tour de Pologne/Polen-Rundfahrt startet alljährlich in Rabka-Zdrój.

## Verkehr
Am Ortsrand verläuft die Schnellstraße Zakopianka (S7), die Krakau mit Zakopane verbindet. Der Haltepunkt Rabka-Zdrój liegt an der Bahnstrecke Chabówka–Nowy Sącz. Chabówka ist ferner Beginn der Strecken nach Zakopane und Sucha Beskidzka.

## Söhne und Töchter der Stadt
- Janusz Stokłosa (* 1954), Pianist und Komponist
- Monika Swiechowicz (* 1970), Akkordeonistin
- Wiesław Ziemianin (* 1970), Biathlet
- Katarzyna Rogowiec (* 1977), Paralympionikin im Skilanglauf
- Andrzej Bargiel (* 1988), Skibergsteiger, Skitourengeher, Bergläufer und Kletterer
- Jan Ziobro (* 1991), Skispringer